# Бельгийский французский

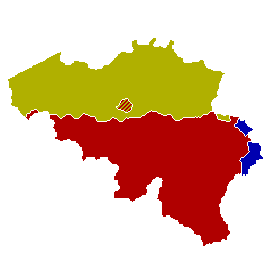
На французском языке в Бельгии в основном говорят во французском сообществе (в Брюсселе и Валлонии), отмеченном на карте красным цветом. Между тем, носители французского (как родного, так и второго) живут также во Фламандском регионе (жёлтый цвет)

Бельгийский французский (фр. Le français de Belgique) — региональный вариант французского языка в королевстве Бельгия; один из трёх официальных языков, употребляемых в стране, наряду с нидерландским и немецким. Характеризуется относительным единством письменной формы, максимально приближенной к парижской, при заметном разнообразии устных говоров, сохраняющих разнообразные лексемы и фонемы автохтонных романских языков.

## История
Несмотря на то, что романоязычное население в Южной Бельгии (ныне Валлония) сохранялось и после германских нашествий V века, автохтонные романские языки региона (пикардийский, валлонский, шампанский и гомский диалект) под влиянием франкского языка сильно отдалились от других северофранцузских диалектов (так называемых «языков ойль»), не говоря уже о южнофранцузских «языках ок».
Собственно французский язык Парижа ограниченно использовался в средневековой Бельгии, но гораздо более широкое распространение он получил после начала Наполеоновских войн и особенно после образования Королевства Бельгия с централизованной столицей в городе Брюссель. Поскольку романоязычные группы (валлоны) составляли меньше половины (40 %) населения нового государства, их главным инструментом власти и престижа стал французский язык, на котором тогда говорили элиты всей Европы и Америки. Валонны быстро усваивали парижскую норму, постепенно забывая родные языки и диалекты, многие субстратные черты которых всё же проникли во французский язык Бельгии. Более того, многие фламандцы, в особенности буржуазия, также перешли на французский язык в Брюсселе и крупных городах страны (см. франскильоны). Со временем сложился особый языковой вариант французского языка в Бельгии. В отличие от Франции, в литературном французском языке Бельгии употребляются архаизмы septante (soixante-dix — семьдесят), nonante (quatre-vingt-dix — девяносто), à tantôt (à tout à l’heure — сразу же), много германизмов. На уровне речи французский язык в Бельгии распадается на несколько региональных групп, имеющих массу нюансов в лексике и грамматике.

## Статус
С 1830 по 1878 год французский язык был единственным официальным языком Бельгии, хотя фламандские диалекты оставались родными для большинства (60 %) населения страны, с концентрацией на севере. В современной Бельгии французский является одним из трёх официальных языков на федеральном уровне. После фиксации языковой границы и постепенной децентрализации Бельгии в 1960-х годах, сфера употребления французского в стране несколько сузилась в первую очередь за счёт вытеснения французского из Фламандского региона, ставшего одноязычным. Тем не менее, процесс субурбанизации Брюсселя, а также сохранение так называемых языковых льгот для франкофонов в ряде приграничных муниципалитетов позволяет французскому языку сохраняться и к северу от языковой границы. Южная Валлония использует лишь французский язык. В Брюсселе оба языка являются официальными, но французским обычно пользуются около 90 % его населения.

## Словарь
Слова, характерные для бельгийского французского языка, называются «белгицизмами» (фр. «belgicismes», этот термин также используется для обозначения голландских слов, используемых в Бельгии, но не в Нидерландах.) В целом, франкоязычный средний класс и образованные носители понимают значение и использование слов стандартного французского и могут, хотя и с заметным акцентом, говорить на стандартном французском, если они разговаривают с использующими его не-бельгийцами. В целом, лексические различия между стандартным французским и бельгийским французским языком незначительны. Их можно сравнить с различиями в речи двух хорошо образованных американцев, живущих в разных частях США, или между хорошо образованным носителем канадского английского и хорошо образованным носителем британского английского.
Более того, эти самые носители часто хорошо осведомлены о различиях и могут «привести к общему знаменателю» свою речь или использовать слова, понятные собеседнику, чтобы избежать путаницы. Но даже с учётом этого форм слишком много, чтобы пытаться составить достаточно в рамках этой статьи. Тем не менее, в числе наиболее известных особенностей можно привести:
- Использование «septante» для «семидесяти» и «nonante» для «девяноста», в отличие от стандартного французского «soixante-dix» (буквально «шестьдесят десять») и «quatre-vingt-dix» («четыре-двадцать десять»). Указанные слова встречаются также и в швейцарском французском. Однако, в отличие от швейцарцев, бельгийцы никогда не используют «huitante» для «quatre-vingts» («четыре двадцатых»), за исключением использования «octante» в местном брюссельском диалекте. И, хотя они считаются бельгийско-швейцарскими словами, «septante» и «nonante» были распространены во Франции вплоть до 16 века, пока новые формы не начали преобладать [4].

- Слова для приёмов пищи различаются, как описано в таблице ниже. Использование в бельгийском, швейцарском и канадском французском согласуется с этимологией: «déjeuner» происходит от глагола, означающего «нарушать пост». При этом во Франции завтрак называется «petit déjeuner». «Souper» используется во Франции для обозначения пищи, которую принимают около полуночи — после оперы, театра или другого аналогичного мероприятия.

| Русский           | Бельгийский, швейцарский и франко-канадский диалекты | Стандарт. французский |
| ----------------- | ---------------------------------------------------- | --------------------- |
| завтрак           | déjeuner/petit déjeuner                              | petit déjeuner        |
| второй завтрак    | dîner                                                | déjeuner              |
| обед              | souper                                               | dîner                 |
| ужин/поздний ужин | N/A                                                  | souper                |
- Многие валлонские слова и выражения со временем проникли в бельгийский французский, особенно в восточных регионах Валлонии:

- - Qu'à torate (аналогично à bientôt, «[скоро] увидимся»)
  - pèkèt («женевер»)
  - barakî (аналогично британскому «чав», неблагополучный белый подросток).
  - Qué novel? (аналогично quoi de neuf?, «Как дела?»)

- Также заметно германское влияние:
  - Crolle («завиток») отражает брабанское произношение голландского слова krul.
  - S’il vous plaît используется как «здесь» или «на месте» (когда кому-то что-то передают), а также «пожалуйста»; однако во Франции значение ограничено «пожалуйста», а «voilà» используется как «здесь». Это можно сравнить с тем, как используется «alstublieft» в голландском.
  - «Sur» (от голландского zuur) означает «кислый», тогда как во Франции используется слово «acide».
  - Dringuelle (стандартно-французское «pourboire»), «чаевые», от голландского «drinkgeld»; правда, в Брюсселе используется реже.
  - «Kot» (студенческая комната в общежитии) от бельгийского голландского «kot».
  - «Ring» (кольцевая дорога) от голландского «ring». На стандартном французском это термин звучит как «ceinture périphérique» или «périph».
  - «Savoir» (знать) часто используется вместо «pouvoir» (быть способным [на что-л.]). Это, однако, было достаточно распространено в более старых формах французского языка.
  - «Blinquer» (сиять), а вместо «briller», имеет германское происхождение и, вероятно пришло в язык через Валлонию.
  - «Bourgmestre» (мэр), а не «maire».